# Anadyrsk
Anadyrsk était une importante forteresse russe (ostrog) située dans l'extrême nord-est de la Sibérie de 1649 à 1764, sur le fleuve Anadyr, au nord-est de l'actuelle Markovo.

## Histoire
En 1649, Simon Dejnev construit en ce lieu un zimov'ye (quartiers d'hiver) après avoir fait naufrage sur la côte du Pacifique l'année précédente. En 1650, Mikhaïl Stadoukhine et Semyon Motora y arrivent par voie terrestre depuis la Kolyma. Kourbat Ivanov, en 1659, y construit une véritable palissade et apporte des améliorations majeures à l'administration. Vers 1697, Anadyrsk devient le point de départ de la conquête du Kamtchatka par Vladimir Atlassov. Les Tchouktches et les Koryaks luttent contre les russes et le poste est attaqué à plusieurs reprises. Le journaliste Georges Kennan relate que la garnison d'Anadyrsk était de 600 hommes et d'une batterie d'artillerie. Son importance diminue avec l'ouverture de la route maritime d'Okhotsk au Kamtchatka en 1718. Par la suite, son importance se limite aux interactions avec les Tchouktches. Le 12 mars 1747, un groupe de 500 guerriers tchouktches attaque le fort Anadyrsk commandé par Dmitri Pavloutski. Le régiment de Pavloutski, composé de 131 hommes, de 96 cosaques et de 35 alliés Koryak, part à leur poursuite et les rattrapent près de la colonie de Markovo. Pavloutski ordonne une attaque malgré le manque de renforts, et son régiment en infériorité numérique est finalement vaincu.
En 1761, Friedrich Plenisner y commande une expédition. La tâche de soumettre les Tchouktches dans l'Empire russe, lui est confié et de mettre fin à leurs querelles avec les Koryaks. Il est rejoint par Nikolaï Daourkine, un natif tchouktche qui a reçu une bonne éducation à Iakoutsk et a agi comme interprète et médiateur entre les cultures mais, en raison de leur forte résistance, le gouvernement russe de Catherine II décide d'abandonner Anadyrsk en 1764.
En 1866, lorsque Anadyrsk est visitée par Kennan, elle se composait de quatre villages : Markovo (le central), Pokorukov, Psolkin et Krepost. Il y avait environ 200 habitants et un prêtre. Krepost (« fort ») était le site du fort d'Anadyrsk et se composait à cette époque d'une douzaine de cabanes en rondins, sans aucune trace des anciennes fortifications visibles. Markovo était à environ 16 km en amont et Pokorukov plus loin. Kennan l'a décrit comme l'Ultima Thule de la civilisation russe.